# AA-1級潜水艦
AA-1級潜水艦(AA-1 class submarine)は、アメリカ海軍の潜水艦の艦級。T級潜水艦とも呼ばれる。第一次世界大戦末期に建造された3隻の実験潜水艦であったが、失敗作でありどれも現役任務には就かなかった。しかしながら本級で集められたデータは後のVボートの設計に役立てられた。
1910年代初め、ホーランドの就役によってアメリカ海軍に潜水艦部隊が発足してからわずか10年ほどであったが、海軍は長距離偵察任務を行うことのできる艦を要望するようになった。それは海軍の保有する水上艦と共同して活動できるよう、主として沿岸防衛のために設計された。これらの「艦隊」潜水艦はより大きく重武装であるが、戦艦や巡洋艦と艦隊行動を共にするため約21ノット (39 km/h) の水上速力を必要とした。
1913年の夏にエレクトリック・ボートの主任設計技師、元海軍の設計者であったローレンス・Y・スピアは海軍の1914年度計画のための艦隊潜水艦設計案を二例提案した。8隻の潜水艦を認可した後、議会は「少なくとも20ノットの水上速力を持つ航洋型であるべきである」ことを明示した。1916年6月に起工したこの最初の艦隊潜水艦は、米西戦争の英雄であるウィンフィールド・スコット・シューレイに因んでシューレイ(Schley)と命名された。シューレイは排水量が水上1,106トン、水中1,487トンとなり、全長は270フィート(82 m)とそれまでの潜水艦の2倍の大きさであった。要求された水上速力を達成するため直列配置された1,000馬力のディーゼルエンジン二基がそれぞれ一対のスクリューを回転させ、バッテリー充電のための個別のディーゼル発電機が用意された。シューレイと2隻の姉妹艦は1915年に認可され、全艦が設計速度の20ノットを達成したが、エンジンの直列配置から生じる振動問題は、本級を操作困難な艦とした。
本級はバージニア州ハンプトン・ローズを拠点とする大西洋艦隊第15潜水艦隊に所属した。1920年7月17日、三隻は艦隊潜水艦として艦種変更が行われ、それぞれ SF-1, SF-2, SF-3 の船体番号が与えられた。1920年9月22日に艦名はそれぞれ T-1, T-2, T-3 に変更された。
本級は全艦が1923年までに退役し、フィラデルフィアで保管された。1925年から27年にかけて、T-3はドイツのディーゼルエンジンをテストするため改修され、テストが終わるとフィラデルフィアに帰還した。3隻は1930年9月19日に除籍され、1930年11月20日にスクラップとして売却された。

## 同型艦
- T-1 (USS AA-1/T-1, SS-52/SF-1)

　フォアリバー造船所建造　就役:1920年1月30日　退役:1922年12月5日
- T-2 (USS AA-2/T-2, SS-60/SF-2)

　フォアリバー造船所建造　就役:1922年1月7日　退役:1923年7月16日
- T-3 (USS AA-3/T-3, SS-61/SF-3)

　フォアリバー造船所建造　就役:1920年12月7日　退役:1927年7月14日